# Valle Latina
Das Valle Latina („lateinisches Tal“) ist eine Region in Italien, die sich von Süden Roms bis nach Cassino erstreckt. Die Region entspricht dem östlichen Bereich des antiken römischen Latiums.
Die größten Städte des Tals sind Frosinone, Cassino, Sora, Grottaferrata, Anagni und Alatri.